# Светско првенство у атлетици у дворани 2012 — штафета 4 × 400 метара за жене
Трка штафета 4 х 400 м у женској конкуренцији на Светском првенству у атлетици 2012. у Истанбулу одржана је 11. марта у Атлетској арени Атакуј.

## Земље учеснице
Учествовало је 24 такмичарки из 6 земаља.
1. Белорусија (4)
2. Румунија (4)
3. Русија (4)
4. САД (4)
5. Уједињено Краљевство (4)
6. Украјина (4)

## Победнице
|                                                                                       |                                                                                    |                                                                                       |
| Шана Кокс · Никола Сандерс · Кристин Охуруогу · Пери Шејкс Дрејтон · Велика Британија | Лесли Кол · Наташа Хејстингс · Jernail Hayes · Сања Ричардс-Рос · Сједињене Државе | Јулија Гушчина · Ксенија Усталова · Марина Карнаушенко · Александра Федорива · Русија |

## Рекорди пре почетка Светског првенства 2012.
Стање 6. март 2012. 
| Светски рекорд                                   | Русија · Јулија Гушчина, Олга Котљарова · Олга Зајцева, Олесија Красномовец          | 3:23,37 | Глазгов, Уједињено Краљевство | 28. јануар 2006.  |
| Рекорд светских првенстава                       | Русија · Олесија Красномовец, Олга Котљарова · Татјана Левина, Наталија Назарова     | 3:23,88 | Будимпешта, Мађарска          | 7. март 2004.     |
| Најбољи резултат сезоне                          | Универзитет Канзас, САД                                                              | 3:31,36 | Колеџ Стејшон, САД            | 25. фебруар 2012. |
| Афрички рекорд                                   | —                                                                                    |         |                               |                   |
| Азијски рекорд                                   | Индија · Manjeet Kaur, Sini Jose · Chitra K. Soman, Mandeep Kaur                     | 3:37,46 | Доха, Катар                   | 16. фебруар 2008. |
| Северноамерички рекорд                           | САД · Деби Дан, Диди Тротер · Наташа Хејстингс, Алисон Филикс                        | 3:27,34 | Доха, Катар                   | 14. март 2010.    |
| Јужноамерички рекорд                             | —                                                                                    |         |                               |                   |
| Европски рекорд                                  | Русија · Јулија Гушчина, Олга Котљарова · Олга Зајцева, Олесија Красномовец          | 3:23,37 | Глазгов, Уједињено Краљевство | 28. јануар 2006.  |
| Океанијски рекорд                                | Аустралија · Сузан Ендруз, Tania Van Heer-Murphy · Tamsyn Manou, Кети Фриман         | 3:26,87 | Маебаши, Јапан                | 7. март 1999.     |
| Рекорди после завршетка Светског првенства 2012. |                                                                                      |         |                               |                   |
| Најбољи резултат сезоне                          | Велика Британија · Шана Кокс, Никола Сандерс, · Кристин Охуруогу, Пери Шејкс Дрејтон | 3:28,76 | Истанбул, Турска              | 11. март 2012.    |

## Сатница
| Датум          | Време | Ниво   |
| -------------- | ----- | ------ |
| 11. март 2012. | 16:40 | Финале |

## Резултати

### Финале
| Поз. | Штафета              | Атлетичарке                                                               | Резултат | Нап.      |
| ---- | -------------------- | ------------------------------------------------------------------------- | -------- | --------- |
|      | Уједињено Краљевство | Шана Кокс, Никола Сандерс, Кристин Охуруогу, Пери Шејкс Дрејтон           | 3:28,76  | СРС       |
|      | САД                  | Лесли Кол, Наташа Хејстингс, Jernail Hayes, Сања Ричардс-Рос              | 3:28,79  | НРС       |
|      | Русија               | Јулија Гушчина, Ксенија Усталова, Марина Карнаушенко, Александра Федорива | 3:29,55  | НРС       |
| 4    | Румунија             | Ангела Морошану, Алина Панаинте, Аделина Пастор, Elena Mirela Lavric      | 3:33,41  | НРС       |
| 5    | Белорусија           | Хана Ташпулатава, Јулија Јуренија, Ирина Хљустова, Свјатлана Усович       | 3:33,73  | НРС       |
| 6    | Украјина             | Јелисавета Бризгина, Јулија Олишевска, Олга Земљак, Наталија Пигида       | Диск.    | чл. 163,3 |